# Wietzetze
Wietzetze ist ein Ortsteil der Stadt Hitzacker (Elbe) im Landkreis Lüchow-Dannenberg in Niedersachsen. Der Ort liegt 8 km nordwestlich vom Kernbereich von Hitzacker an der L 231. Die Elbe fließt 3 km entfernt nordöstlich.

## Kirche

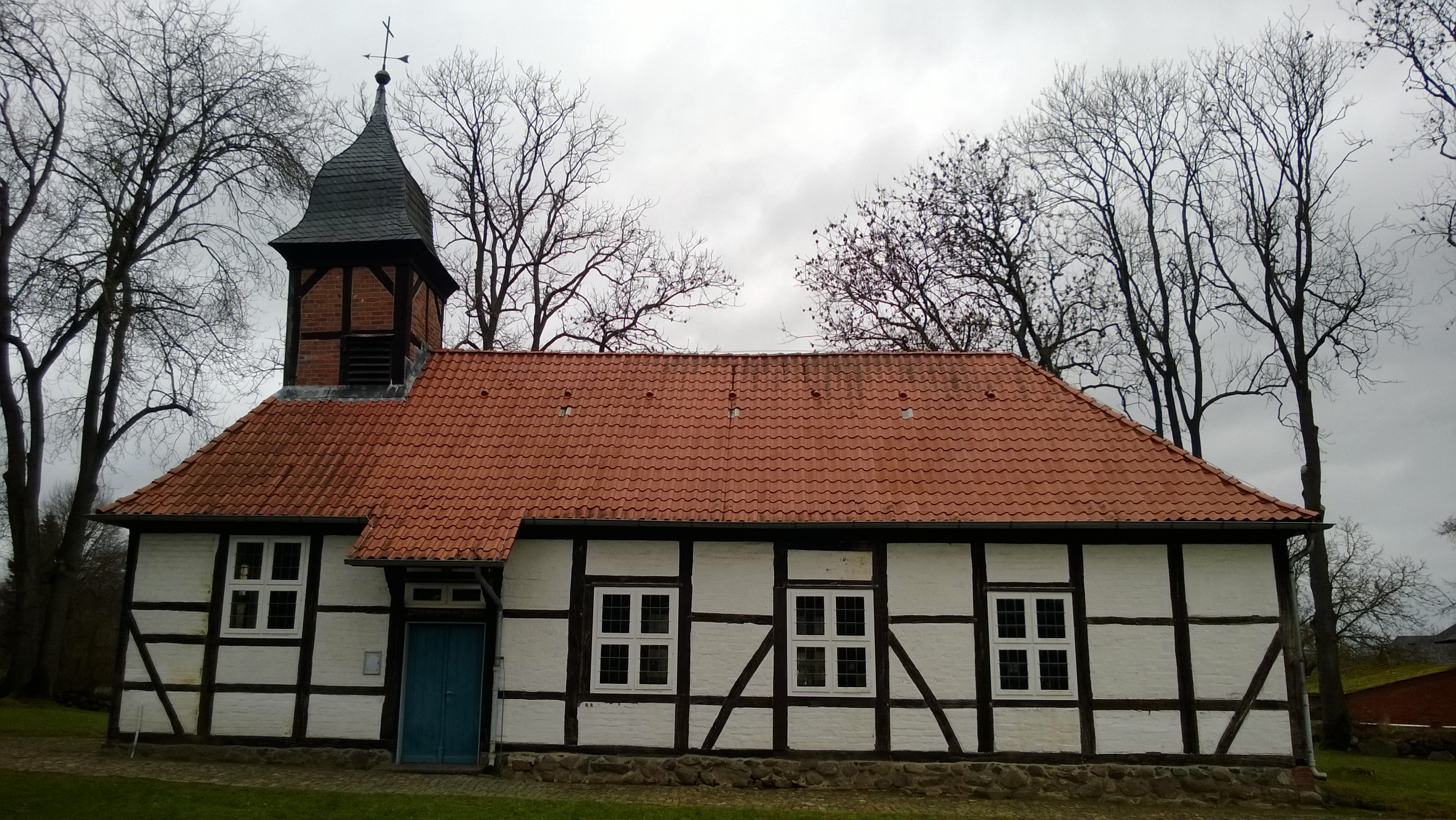
Fachwerkkirche Wietzetze

Die evangelische Kirche, ein kleiner rechteckiger Fachwerkbau mit Dachreiter, stammt aus der 1. Hälfte des 18. Jahrhunderts. Der Altaraufsatz ist aus derselben Zeit. Er enthält spätgotische Schnitzfiguren (Maria, Petrus, der Gekreuzigte).